# Mindoro Occidental
Mindoro Occidental (tagalo: Kanlurang Mindoro; inglés: West Mindoro) es una provincia filipina que pertenece a la región de Tagalas Sudoccidentales, situada en la parte occidental de la isla de Mindoro. Limita al norte con el paso de Isla Verde, al sur y al oeste con el estrecho de Mindoro y al este con Mindoro Oriental.
Tiene una población de 380 250 habitantes y una superficie de 5879 kilómetros cuadrados, compuesta de 11 municipios y 162 barangays. La capital provincial es Mamburao.
El nombre de Mindoro es un derivado de la antigua denominación «Mina de Oro». Hasta 1892 la isla perteneció a la provincia de Batangas. A partir de esa fecha le fue concedido el estatus provincial. En 1950 la provincia se segregó en dos porciones: la Oriental y la Occidental.
Está compuesta por los siguientes municipios: Abra de Ilog, Calintaan, Looc, Lubang, Magsaysay, Mamburao (capital), Paluan, Rizal, Sablayan, San José y Santa Cruz.

## Historia
Los exploradores españoles Juan de Salcedo y Martín de Goiti llegaron a la isla en 1572, encontrándose con sus habitantes originarios: los manguianes. En la isla de Lubang, los exploradores encontraron a los moros, quienes eran vasallos del rajá de Manila. 
Tras la conquista de Manila, Mindoro y las islas adyacentes pasaron a formar parte del imperio español. En el año 1602 los piratas moros saquearon la costa del sur de Luzón y de Mindoro, y construyeron un fuerte en Mamburao, lugar que utilizaron para emprender sus expediciones de saqueo por toda la región. En 1757 los iranuns organizaron una flota de 74 embarcaciones nativas llamadas prahus con el objetivo de saquear la isla, lo que provocó que sus habitantes fueran trasladados como esclavos a la isla de Joló. Ante la gravedad de los acontecimientos, los españoles formaron un importante ejército que atacó e incendió el fuerte de Mamburao, además de reforzar militarmente la isla. No obstante a estas acciones, los ataques continuaron, hasta que los navíos de vapor y la decadencia del comercio de esclavos en el siglo XIX significó la limpieza de los piratas de las aguas en la isla.
En la Guerra de 1898 los revolucionarios atacaron y ocuparon el asentamiento de Bongabong. Más tarde, un ejército de alrededor 1000 hombres intentó, sin éxito, tomar la capital Calapán. 
Bajo el mando del general Malvar llegaron otros mil soldados regulares con artillería, lográndose finalmente conquistar la capital tras la rendición de los españoles, quienes se encontraban al mando del general Morales. La isla, tras el tratado de París, así como el resto del archipiélago, pasó a la soberanía de los Estados Unidos. 
Una vez finalizada la guerra filipino-americana, la administración neocolonial concedió 50 km2 de tierras a la compañía azucarera americana Welch & Fargo, con el propósito de que se explotaran sus feraces tierras, creándose el municipio de San José. Allí se construyó el ingenio más grande y más moderno de toda Asia.
El 13 de junio de 1950 la provincia de Mindoro se dividió en dos porciones: Oriental y Occidental.
La provincia Occidental comprendía los siguientes ocho municipios: Abra de Ilog, Looc, Lubang, Mamburao, Paluán, Sablayán, San José y Santa Cruz.
El 3 de abril de 1969, los barrios de Rizal, Aguas, Pitogo, Magsikap, San Pedro, Santo Niño, Adela, Rumbang, Salvación, Burot y Magui, hasta entonces pertenecientes al municipio de San José de Labangán, se separaron de dicho municipio, y se constituyeron en un municipio distinto e independiente que se conocerá como  Municipio de Rizal. Su ayuntamiento se situará en el barrio de Rizal (Limlim). El mismo día, los barrios de Magsaysay, Caguray, Pornaga, Gaposan, Lourdes, Calaug, Laste, Bulo, Alibug, Santa Teresa y Paclolo, hasta entonces pertenecientes al municipio de San José de Labangán, se separaron de dicho municipio, y se constituyeron en un municipio distinto e independiente que se conocerá como Magsaysay. Su ayuntamiento se situará en el barrio de Magsaysay.

## Agricultura y ganadería
La isla de Mindoro ha sido considerada desde siempre el «granero» de la antigua región Tagala Meridional. 
Produjo en 2003 269 890 toneladas de arroz, equivalentes al 40 % del total producido en la región. 
En maíz se recogieron en ese mismo año 28 425 toneladas, con una superficie total de 11 801 hectáreas.
La pesca alcanzó una producción de 16 540 toneladas, con especial crecimiento en el sector de la acuicultura.
Se cría carabaos, cabras, cerdos y pollos.

## Industria y comercio
En el censo del 2000 contaba con 8923 establecimientos comerciales e industriales, de los cuales 1186 eran industria manufacturera, 26 minas y canteras, 510 establecimientos bancarios, de seguros y negocios, y 401 dedicados a la industria agroganadera.

## Turismo
Las aguas de la provincia cuentan con las más bellas variedades de coral y de raras especies marinas. Uno de los destinos turísticos más importantes es la isla de Ambulong, con sus playas de arenas blancas y cuevas subterráneas.
El parque nacional del Arrecife de Apo es otro destino turístico importante, donde los amantes del buceo pueden gozar de los jardines de coral, de treinta y cuatro kilómetros de extensión.

## Finanzas
La provincia cuenta con diecisiete oficinas bancarias, de las cuales seis son cajas rurales, cinco son bancos comerciales privados, cuatro son bancos públicos y uno es un banco hipotecario.

## División administrativa
Mindoro Occidental cuenta con 11 municipios.

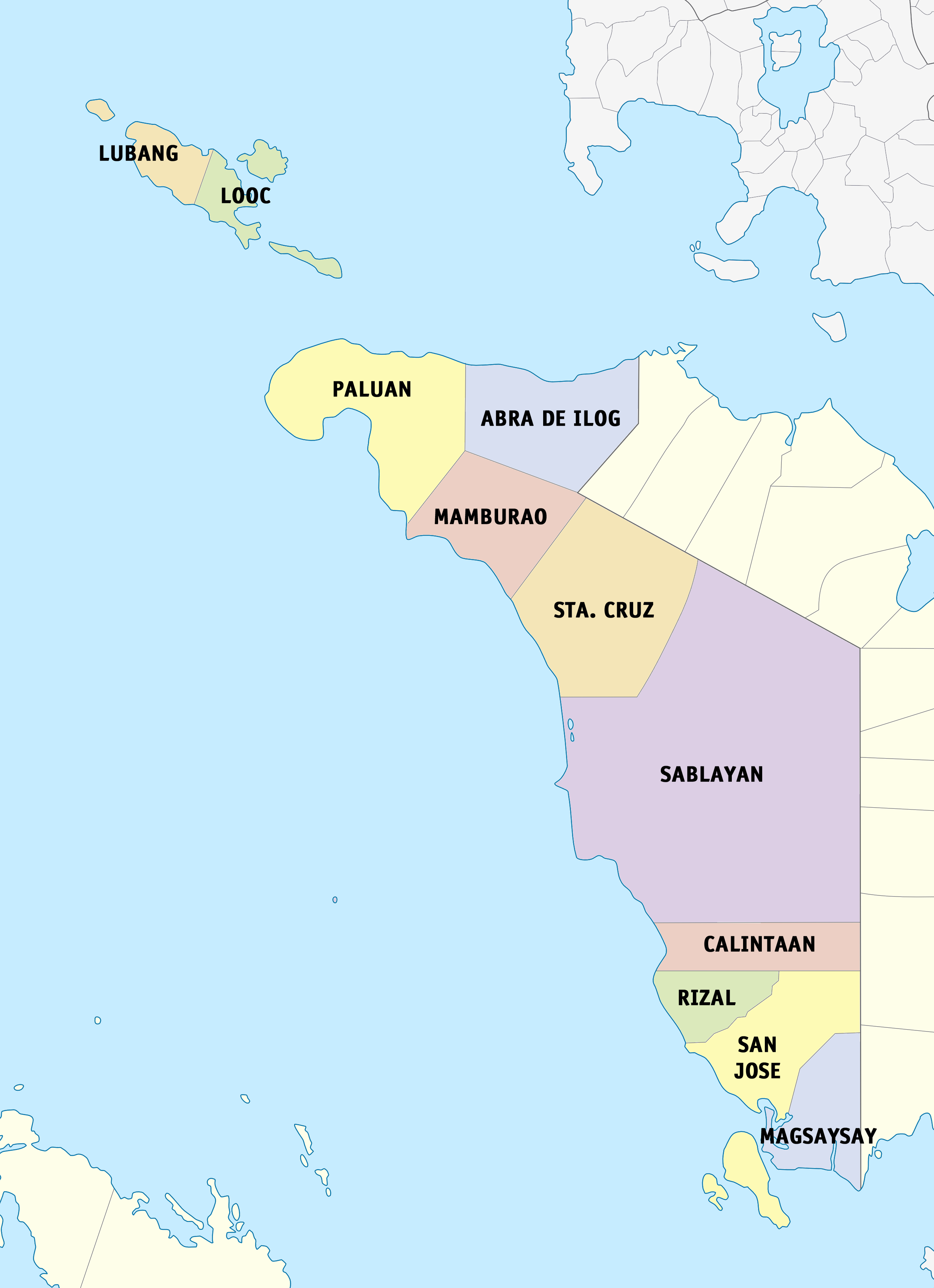
Mapa político de Mindoro Occidental

| Ciudades/Municipios | Ciudades/Municipios | N.º de Barangays | Superficie (km²) | Población (2000) | Densidad (por km²) | Categoría (2004) |
| ------------------- | ------------------- | ---------------- | ---------------- | ---------------- | ------------------ | ---------------- |
|                     | Abra de Ilog        | 9                | 533.70           | 22,212           | 41.6               | 4ª Clase         |
|                     | Calintaán           | 7                | 382.50           | 23,503           | 61.4               | 4ª Clase         |
|                     | Looc                | 9                | 90.40            | 9,132            | 101.0              | 5ª Clase         |
|                     | Lubang              | 16               | 250.06           | 22,896           | 91.6               | 4ª Clase         |
|                     | Magsaysay           | 12               | 296.70           | 28,740           | 96.9               | 4ª Clase         |
|                     | Mamburao            | 15               | 339.50           | 30,378           | 89.5               | 4ª Clase         |
|                     | Paluán              | 12               | 565.40           | 12,023           | 21.3               | 4ª Clase         |
|                     | Rizal               | 11               | 242.50           | 29,785           | 122.8              | 4ª Clase         |
|                     | Sablayan            | 27               | 2,188.80         | 63,685           | 29.1               | 1ª Clase         |
|                     | San José            | 38               | 551.93           | 111,009          | 201.1              | 1ª Clase         |
|                     | Santa Cruz          | 11               | 438.41           | 26,887           | 61.3               | 3ª Clase         |